# سیارک ۸۸۰۴
سیارک ۸۸۰۴ (به انگلیسی: 8804 Eliason، نامگذاری:1981JB2) هشت هزار و هشتصد و چهارمین سیارک کشف شده‌است که در ۵ مه ۱۹۸۱ کشف شد.
قدر مطلق سیارک برابر ۴۸.۹ است.